# Диаграмма состояния сплавов железо-углерод
Диагра́мма фа́зового равнове́сия (диаграмма состоя́ния) желе́зо—углеро́д (иногда эту диаграмму называют «диаграмма железо—цементит») — графическое отображение фазового состояния сплавов железа с углеродом в зависимости от их химического состава и температуры.

## Диаграмма состояния
Железо образует с углеродом химическое соединение Fe3C цементит. Так как на практике применяют металлические сплавы на основе железа с содержанием углерода до 5 %, практически интересна часть диаграммы состояния от чистого железа до цементита. Поскольку цементит — метастабильная фаза, то и соответствующая диаграмма называется метастабильной (сплошные линии на рисунке).
Для серых чугунов и графитизированных сталей рассматривают стабильную часть диаграммы железо—графит (Fe—Гр), поскольку именно графит является в этом случае стабильной фазой. Цементит выделяется из расплава намного быстрее графита и во многих сталях и белых чугунах может существовать достаточно долго несмотря на метастабильность. В серых чугунах графит существует обязательно.
На рисунке тонкими пунктирными линиями показаны линии стабильного равновесия (то есть с участием графита), там где они отличаются от линий метастабильного равновесия (с участием цементита), а соответствующие точки обозначены штрихом. Обозначения фаз и точек на этой диаграмме приведены согласно неофициальному международному соглашению.

## Фазы диаграммы железо-углерод
В системе железо—углерод существуют следующие фазы: жидкая фаза (L), феррит (δ), аустенит (γ), цементит (Fe3C), графит.
Жидкая фаза (L). В жидком состоянии железо хорошо растворяет углерод в любых пропорциях с образованием однородной жидкой фазы.
Феррит (δ) — твёрдый раствор внедрения углерода в α-железе с объёмно-центрированной кубической решёткой.
Феррит имеет переменную, зависящую от температуры предельную растворимость углерода: минимальную — 0,006 % при комнатной температуре (точка Q), максимальную — 0,02 % при температуре 700 °C (точка P). Атомы углерода располагаются в центре грани или (что кристаллогеометрически эквивалентно) на середине рёбер куба, а также в дефектах решётки.
При температуре выше 1392 °C существует высокотемпературный феррит с предельной растворимостью углерода около 0,1 % при температуре около 1500 °C (точка H). 
Свойства феррита близки к свойствам чистого железа. Он мягок (твёрдость по Бринеллю — 130 НВ) и пластичен, ферромагнитен (при отсутствии углерода) до точки Кюри — 770 °C.
Аустенит (γ) — твёрдый раствор внедрения углерода в γ-железе с гранецентрированной кубической решёткой.
Атомы углерода занимают место в центре гранецентрированной кубической ячейки. Предельная растворимость углерода в аустените — 2,14 % при температуре 1147 °C (точка Е). Аустенит имеет твёрдость 200—250 НВ, пластичен, парамагнитен. При растворении других элементов в аустените или в феррите изменяются свойства и температурные границы их существования.
Цементит (Fe3C) — химическое соединение железа с углеродом (карбид железа), со сложной ромбической решёткой, содержит 6,67 % углерода. Он твёрдый (свыше 1000 HВ), и очень хрупкий. Цементит — метастабильная фаза и при длительном нагреве самопроизвольно разлагается с выделением графита.
В железоуглеродистых сплавах цементит как фаза может выделяться при различных условиях:
- цементит первичный (выделяется из жидкости),
- цементит вторичный (выделяется из аустенита),
- цементит третичный (из феррита),
- цементит эвтектический и
- эвтектоидный цементит.

Цементит первичный выделяется из жидкой фазы в виде крупных пластинчатых кристаллов. Цементит вторичный выделяется из аустенита и располагается в виде сетки вокруг зёрен аустенита (после эвтектоидного превращения они станут зёрнами перлита). Цементит третичный выделяется из феррита и в виде мелких включений располагается у границ ферритных зёрен.
Эвтектический цементит наблюдается лишь в белых чугунах. Эвтектоидный цементит имеет пластинчатую форму и является составной частью перлита. Цементит может при специальном сфероидизирующем отжиге или закалке с высоким отпуском выделяться в виде мелких сфер. Влияние на механические свойства сплавов оказывает форма, размер, количество и расположение включений цементита, что позволяет на практике для каждого конкретного применения сплава добиваться оптимального сочетания твёрдости, прочности, стойкости к хрупкому разрушению и т. п.
Графит — фаза состоящая только из углерода со слоистой гексагональной решёткой.
Плотность графита (2,3 г/см3) намного меньше плотности всех остальных фаз (около 7,5—7,8 г/см3) и это затрудняет и замедляет его образование, что и приводит к выделению цементита при более быстром охлаждении. Образование графита уменьшает усадку при кристаллизации, графит выполняет роль смазки при трении, уменьшая износ, способствует рассеянию энергии вибраций.
Графит имеет форму крупных крабовидных (изогнутых пластинчатых) включений (обычный серый чугун) или сфер (высокопрочный чугун).
Графит обязательно присутствует в серых чугунах и их разновидности — высокопрочных чугунах. Графит присутствует также и в некоторых марках стали — в так называемых графитизированных сталях.

## Фазовые переходы
Линия ACD — это линия ликвидуса, показывающая температуры начала затвердевания (конца плавления) сталей и белых чугунов. При температурах выше линии ACD — жидкий сплав. Линия AECF — это линия солидуса, показывающая температуры конца затвердевания (начала плавления).
По линии ликвидуса АС (при температурах, отвечающих линии АС) из жидкого сплава кристаллизуется аустенит, а по линии ликвидуса CD — цементит, называемый первичным цементитом. В точке С при 1147 °С и содержании 4,3 % углерода из жидкого сплава одновременно кристаллизуется аустенит и цементит первичный, образуя эвтектику, называемую ледебуритом. При температурах, соответствующих линии солидуса AE, сплавы с содержанием углерода до 2,14 % окончательно затвердевают с образованием структуры аустенита. На линии солидуса EC (1147° С) сплавы с содержанием углерода от 2,14 до 4,3 % окончательно затвердевают с образованием эвтектики ледебурита. Так как при более высоких температурах из жидкого сплава выделялся аустенит, следовательно, такие сплавы после затвердевания будут иметь структуру аустенит + ледебурит.
На линии солидуса CF (1147 °С) сплавы с содержанием углерода от 4,3 до 6,67 % окончательно затвердевают также с образованием эвтектики ледебурита. Так как при более высоких температурах из жидкого сплава выделялся цементит (первичный), следовательно, такие сплавы после затвердевания будут иметь структуру — первичный цементит + ледебурит.
В области ACEA, между линией ликвидуса AC и солидуса AEC, будет жидкий сплав + кристаллы аустенита. В области CDF, между линией ликвидуса CD и солидуса CF, будет жидкий сплав + кристаллы цементита (первичного). Превращения, протекающие при затвердевании сплавов, называют первичной кристаллизацией. В результате первичной кристаллизации во всех сплавах с содержанием углерода до 2,14 % образуется однофазная структура — аустенит. Сплавы железа с углеродом, в которых в результате первичной кристаллизации в равновесных условиях получается аустенитная структура, называют сталями.
Сплавы с содержанием углерода более 2,14 %, в которых при кристаллизации образуется эвтектика ледебурит, называют чугунами. В рассматриваемой системе практически весь углерод находится в связанном состоянии, в виде цементита. Излом таких чугунов светлый, блестящий (белый излом), поэтому такие чугуны называют белыми.
В железоуглеродистых сплавах превращения происходят также и в твёрдом состоянии, называемые вторичной кристаллизацией и характеризуемые линиями GSE, PSK, PQ. Линия GS показывает начало превращения аустенита в феррит (при охлаждении). Следовательно, в области GSP будет структура аустенит + феррит.
Линия SE показывает, что с понижением температуры растворимость углерода в аустените уменьшается. Так, при 1147 °С в аустените может раствориться углерода 2,14 %, а при 727 °С — 0,8 %. С понижением температуры в сталях с содержанием углерода от 0,8 до 2,14 % из аустенита выделяется избыточный углерод в виде цементита, называемого вторичным. Следовательно, ниже линии SE (до температуры 727 °С) сталь имеет структуру: аустенит + цементит (вторичный). В чугунах с содержанием углерода от 2,14 до 4,3 % при 1147 °С, кроме ледебурита, есть аустенит, из которого при понижении температуры тоже будет выделяться вторичный цементит. Следовательно, ниже линии EC (до температуры 727 °С) белый чугун имеет структуру: ледебурит + аустенит + цементит вторичный.
Линия PSK (727° С) — это линия эвтектоидного превращения. На этой линии во всех железоуглеродистых сплавах аустенит распадается, образуя структуру, представляющую собой механическую смесь феррита и цементита и называемую перлитом. Ниже 727 °С железоуглеродистые сплавы имеют следующие структуры.
- Стали, содержащие углерода менее 0,8 %, имеют структуру феррит + перлит и называются доэвтектоидными сталями.
- Сталь с содержанием углерода 0,8 % имеет структуру перлита и называется эвтектоидной сталью.
- Стали с содержанием углерода от 0,8 до 2,14 % имеют структуру цементит + перлит и называются заэвтектоидными сталями.
- Белые чугуны с содержанием углерода от 2,14 до 4,3 % имеют структуру перлит + вторичный цементит + ледебурит и называются доэвтектическими чугунами.
- Белый чугун с содержанием углерода 4,3 % имеет структуру ледебурита и называется эвтектическим чугуном.
- Белые чугуны с содержанием углерода от 4,3 до 6,67 % имеют структуру цементит первичный + ледебурит и называются заэвтектическими чугунами[5].

Линия PQ показывает, что с понижением температуры растворимость углерода в феррите уменьшается от 0,02 % при 727 °С до 0,006 % при комнатной температуре. При охлаждении ниже температуры 727° С из феррита выделяется избыточный углерод в виде цементита, называемого третичным. В большинстве сплавов железа с углеродом третичный цементит в структуре можно не учитывать из-за весьма малых его количеств. Однако в низкоуглеродистых сталях в условиях медленного охлаждения третичный цементит выделяется по границам зёрен феррита (рис. 76). Эти выделения уменьшают пластические свойства стали, особенно способность к холодной штамповке.